# Большие Роги (Гомельская область)
Большие Роги (бел. Вялікія Рагі) — деревня в Солонском сельсовете Жлобинского района Гомельской области Белоруссии.

## География
В 2 км на юг от районного центра и железнодорожной станции Жлобин (на линии Бобруйск — Гомель), 92 км от Гомеля.
На востоке пойма реки Днепр.

## История
По письменным источникам известна с начала XIX века. как деревня в Рогачёвском уезде Могилёвской губернии. Согласно ревизским материалам 1858 года владение князя Л. М. Голицына. Согласно переписи 1897 года находились школа грамоты, хлебозапасный магазин, кирпичный завод. В 1909 году 920 десятин земли, в Стрешинской волости. Действовала церковно-приходская школа.
В 1930 году организован колхоз. Во время Великой Отечественной войны оккупанты сожгли 16 дворов, убили 37 жителей. 45 жителей погибли на фронтах. Согласно переписи 1959 года в составе Жлобинской птицефабрики (центр — деревня Солоное). Работает начальная школа.

## Население
- 1858 год — 15 дворов, 102 жителя.
- 1897 год — 41 двор, 299 жителей (согласно переписи).
- 1909 год — 378 жителей.
- 1925 год — 101 двор.
- 1940 год — 107 дворов, 449 жителей.
- 1959 год — 461 житель (согласно переписи).
- 2004 год — 273 хозяйства, 861 житель.

## Транспортная сеть
Транспортные связи по автодорогам, которые отходят от Жлобина. Планировка состоит из прямолинейной, почти меридиональной улицы, которая на юге раздваивается. Застройка двусторонняя, преимущественно деревянная, усадебного типа.